# Прапор Австралійської столичної території
Прапор Австралійської столичної території в сучасному вигляді був офіційно прийнятий Законодавчими зборами АСТ у 1993.
Прапор відрізняється від австралійського державного тим, що він не має в своїй основі синій (англійський) кормовий прапор. По дизайну схожий з прапором Північної території. При створенні прапора використовувалися геральдичні кольори Австралії — синій та золотий. Ліворуч розташований Південний Хрест — п'ять білих зірок на синьому тлі, в центрі розташований герб міста Канберра. Дизайн прапора розроблений Іво Остіном.
Незважаючи на те, що Австралійська столична територія існує з 1909, вона ніколи не мала свій власний прапор. Після того, як у 1989 вона отримала самоврядування, уряд вирішив, що території пора мати свій прапор. Сучасний прапор переміг у конкурсі, оголошеному урядом і потім офіційно прийнятий у 1993.

## Пропозиція щодо зміни прапора ACT

Пропонований видозмінений варіант

Оскільки прапор ACT був прийнято в 1993 році, що порівняно недавно, пропозиції про зміну конструкції прапора іноді відбуваються.
Серед них є два варіанти, запропоновані дизайнером оригінального прапора столичної території Іво Остіном. У цих варіантах (один з яких наведено на ілюстрації) герб столичної території замінений стилізованими квітами, оскільки на думку дизайнера використання герба в малюнку прапора робить його надто складним для відтворення.
Крім того, Остін заявив, що «геральдично неправильний» дизайн прапора з тисненням змусив його зробити уряд ACT того часу, 1992 року.